# Date Chikamune
Date Chikamune est un nom japonais traditionnel ; le nom de famille (ou le nom d'école), Date, précède donc le prénom (ou le nom d'artiste).
Date Chikamune (伊達周宗, 9 avril 1796-24 avril 1812) né à Edo, est un daimyo (seigneur féodal) du début du XIXe siècle, de 1796 à 1812.

## Source de la traduction
- (en) Cet article est partiellement ou en totalité issu de l’article de Wikipédia en anglais intitulé « Date Chikamune » (voir la liste des auteurs).